# Jesús Ramírez Corbacho
Jesús Ramírez Corbacho conocido como Jesús Ramírez (Granollers, España, 9 de diciembre de 1979) es un entrenador español de baloncesto que actualmente es entrenador del Casademont Zaragoza de la Liga ACB.

## Trayectoria
Comenzó su carrera en los banquillos entrenando a equipos de la Primera División Catalana y a equipos en Copa Cataluña, como Club Bàsquet Manresa y Club Bàsquet Argentona. 
En la temporada 2011-12, el técnico catalán llega como entrenador ayudante del Ratiopharm Ulm germano, equipo en el que trabajaría en Basketball Bundesliga y Eurocup durante 6 temporadas en el cuerpo técnico del entrenador germano Thorsten Leibenath.
En verano de 2017, se incorpora como entrenador ayudante de Carles Durán Ortega a la disciplina del RETAbet Bilbao Basket de Liga Endesa. Tras una mala temporada, que terminaría con el descenso del equipo bilbaíno a LEB Oro, el técnico también sería ayudante de Veljko Mrsic y Jaka Lakovič.
En 2018, firma como primer entrenador del Alba Fehérvár, para disputar con el conjunto húngaro disputa la Nemzeti Bajnokság I/A y la Europe Cup, la segunda competición de la FIBA.
En la temporada 2018/2019, llevó al equipo húngaro a los cuartos de final de la Copa FIBA Europa.
El 12 de diciembre de 2020, firma como primer entrenador del Wilki Morskie Szczecin de la Polska Liga Koszykówki.
En la temporada 2021-22, firma por el Basketball Löwen Braunschweig de la Basketball Bundesliga alemana. En la temporada 2024-2025 fue elegido Entrenador del Año de la Basketball Bundesliga.

## Clubs
- 2011-17: Ratiopharm Ulm.  Entrenador ayudante de Thorsten Leibenath.
- 2017-18: RETAbet Bilbao Basket. (Liga ACB). Entrenador ayudante de Carles Durán Ortega, Veljko Mrsic y Jaka Lakovič.
- 2018-20: Alba Fehérvár.
- 2020-21: Wilki Morskie Szczecin.
- 2021-2025: Basketball Löwen Braunschweig
- 2025-Act.: Casademont Zaragoza. (Liga ACB)